# Kongahällagymnasiet
Kongahällagymnasiet, eller Kongahällaskolan var Kungälvs gymnasieskola och stadsbibliotek åren 1969–2004. Skolan var under senare delen av 1980-talet en av de tre största gymnasieskolorna i Sverige sett till antalet elever.[källa behövs]
Den stora enplansbyggnaden, som invigdes 30 januari 1969, låg på en tomt i hörnet av Kongahällagatan och Kungälvsleden, och hade adressen Gymnasiegatan 1. Byggnadens ursprungliga arkitektoniska struktur bestod av två raka parallella huvudkorridorer med tvärgående korridorer som bildade ett antal atriumgårdar. Arkitekturen fungerade bland annat som inspiration vid ritandet av Frölunda kulturhus. Kongahällagymnasiet hade samma planlösning som Fredrika Bremergymnasiet i Handen, Haninge kommun, Stockholm hade innan ombyggnaden.
Rivningen av Kongahällagymnasiet påbörjades 2004 och färdigställdes 2005. Rivningen kostade Kungälvs kommun 3,8 miljoner kronor. I dag finns på platsen för skolan ett bostadsområde med omkring 700 bostäder samt köpcentret Kongahälla Center.
Namnet Kongahällagymnasiet anspelar på den medeltida staden Kungahälla som låg cirka 4 kilometer sydväst om nuvarande Kungälv vid Ragnhildsholmen.

## Kända alumner
- Maria Arnholm, folkpartistisk politiker, tidigare jämställdhetsminister
- Peter Ferm, kulturjournalist, dramaturg, regissör
- Mats Höjer, musiker
- Göran Parkrud, skådespelare och regissör